# Princeton: A Search for Answers

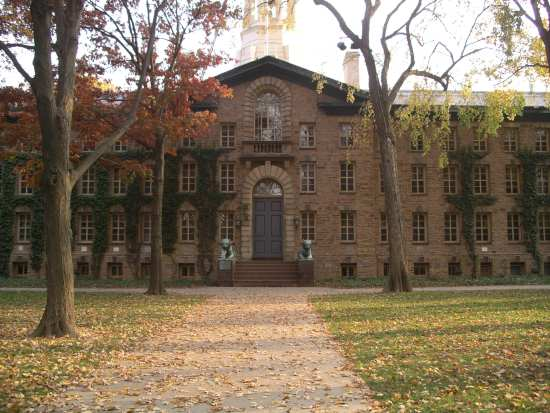
Nassau Hall der Princeton University.

Princeton: A Search for Answers (deutsch: Princeton: Eine Suche nach Antworten) ist ein US-amerikanischer Dokumentar-Kurzfilm von Julian Krainin und DeWitt Sage aus dem Jahr 1974. Beide wurden auf der Oscarverleihung 1974 mit einem Oscar für den von ihnen produzierten Film ausgezeichnet.

## Inhalt
Porträtiert werden Lehrer und Schüler der Princeton University, die einerseits Lehrende und andererseits Lernende sind. Die in der Stadt Princeton im US-Bundesstaat New Jersey gelegene Privatuniversität ist die viertälteste Universität der USA und Gründungsmitglied der Association of American Universities. Gegründet wurde sie 1746, ihr Motto ist Dei sub numine viget („Unter Gottes Schutz blüht sie auf“). Sie ist nicht nur eine der angesehensten, sondern auch eine der reichsten Universitäten weltweit.
Die Themen, die sich den Schülern bieten, gehen vom Schwarzen Loch, einem Objekt, das laut der allgemeinen Relativitätstheorie durch eine ausreichend kompakte Masse die Raumzeit so stark verformt, dass sich ein Schwarzes Loch bildet, bis zur h-Moll-Messe von Johann Sebastian Bach, einer der bedeutendsten geistlichen Kompositionen. Dabei steht die Frage im Raum, warum wir lehren beziehungsweise warum wir lernen. Welche Antworten werden uns gegeben?

## Produktion, Hintergrund, Veröffentlichung
Produziert wurde der Film von Krainin-Sage Productions, Inc. New York, die auch den Vertrieb selbst übernahm. DeWitt verbrachte mehrere Monate auf dem Campus von Princeton, besuchte Kurse und Seminare und unterhielt sich mit Studenten, Dozenten und Mitarbeitern. Der Schwerpunkt des Films liegt in den Bereichen Bildung, Stipendien und Schüler-Lehrer-Beziehungen.
Die Filmemacher Julian Krainin und DeWitt Sage verwendeten die Aussage eines Studenten von Princeton, der erzählte, dass er an dorthin gekommen sei, nicht um danach seinen Lebensunterhalt verdienen zu können, sondern um einen Weg zu finden, wie ein erfülltes Leben zu führen sei, als Grundlage für ihren Film: Es scheint, dass es die Verantwortung einer großen Universität sein sollte, nicht so sehr die Frage zu beantworten, wie man ein erfolgreiches Leben führt, sondern den Studenten das Werkzeug und den Mut in die Hand gebe, wie man die für sich selbst richtige Antwort finden kann.
Der Film wurde am 21. März 1974 in New York erstmals veröffentlicht.

## Kritik
Für Nora Sayre von der New York Times war die Oscarnominierung des Films eher mysteriös. Die angebliche Dokumentation verspotte den Ernst des Lehrens und Lernens, wenn Fragen im Raum ständen, wie Ist der Mensch ein Tier – nur mit einem anderen Geist oder festgestellt werde, dass niemand wirklich wisse, wie eine Galaxie sei. Die Lehrkräfte würden schlecht präsentiert, wenn ihre Arbeit als glatte Collage dargestellt werde. Abgesehen von einer schönen Lesung von Maß für Maß und einer Chorprobe für Bachs h-Moll-Messe schienen sich die Professoren und Studenten der Kamera verzweifelt bewusst zu sein. Die gezeigten Personen dienten jedoch nicht dazu, die Institution zu charakterisieren beziehungsweise sie von anderen Universitäten abzugrenzen.
Der Filmproduzent und Regisseur Joshua Logan, der seine Karriere als Bühnenschreiber und Regisseur in Princetons Triangle Club begonnen hatte, und einst selbst Student in Princeton war, äußerte, dass der Film eine bewegende, lustige und anregende Darstellung einer Universität biete, die er selbst einmal gekannt, aber fast wieder vergessen habe. Er erinnerte sich an den Schimmer, der den menschlichen Geist streife und dem Menschen etwas gebe, auf das man hoffe, und für das es sich lohne, zu leben. Das mache die Menschheit ein wenig großartiger.
Im Daily Princetonian hieß es, der Film konzentriere sich nicht genug auf die Studenten. Er betone hingegen eng den streng akademischen Aspekt von Princeton, die Klassenerfahrung, die Fakultät. Zudem konzentriere er sich auch zu sehr auf die Wissenschaft-Technologie-Felder und biete dadurch eine verzerrte Ansicht auf Princeton.

## Auszeichnungen
- Auszeichnung beim Internationalen Filmfestival in Florenz
- Auszeichnung beim Internationalen  Filmfestival in Atlanta
- Auszeichnung beim Columbus Filmfestival
- Auszeichnung durch die Producers Guild of America[3]
- Oscarverleihung 1974: Oscar für die Produzenten Julian Krainin und De Witt Sage und ihren Film in der Kategorie „Bester Dokumentar-Kurzfilm“
- Der Film ist Teil des Historischen Audiovisuellen Sammlung des Universitätsarchivs